# Stanisław Dembiński (zm. 1645)
Stanisław Dembiński herbu Rawicz (zm. w 1645 roku) – sędzia krakowski w latach 1623-1645, podsędek krakowski w latach 1619-1623.
Poseł województwa krakowskiego na sejm 1621 roku.